# Hawaiʻi Pacific University
Die Hawaiʻi Pacific University (auch als HPU bekannt) wurde 1965 gegründet und ist mit fast 7000 Studenten die größte private Universität in Hawaii. Ihr Campus befindet sich in Honolulu. Geprägt durch ihre äußerst diverse Studentenschaft, die mehr als 80 Nationen umfasst, ist die Hawaiʻi Pacific University (HPU) eine sehr bekannte Anlaufstelle für Studenten aus aller Welt. Neben Studenten aus den USA und Ostasien gibt es auch eine große Anzahl von Deutschen und Schweden, die ihr Auslandssemester an der HPU absolvieren.
Die HPU ist vor allem bekannt durch ihre umfangreichen Studiengänge in Meeresbiologie und Ozeanographie. Im weiteren Studienangebot gibt es außerdem Travel Industry Management, ein Abschlussfach, das vor allem von Studenten aus Asien häufig gewählt wird.
Die HPU hat zwei Universitätsgelände. Der Downtown Campus befindet sich direkt in der Innenstadt von Honolulu. Hier werden hauptsächlich wirtschaftswissenschaftliche Studiengänge angeboten. Der Hawaiʻi Loa Campus befindet sich in Kaneohe, einem Ort an der Ostküste von Oʻahu. Dort werden vorwiegend naturwissenschaftliche Kurse angeboten.

## Studienangebot
Das Studienangebot umfasst unter anderem:
- Geisteswissenschaften
- Internationale Studien
- Kommunikationswissenschaften
- Naturwissenschaften
- Pflege
- Professional Studies
- Wirtschaftswissenschaften
- Center for English Language Programs

## Sport
Die Sportteams der HPU sind die Sea Warriors. Die Hochschule ist Mitglied in der Pacific West Conference.

## Studiengebühren
Die Studiengebühren betragen pro Jahr je nach Fakultät zwischen $24.200 und $31.080 für Undergraduate-Studenten bzw. einheitlich $18.000 für Graduate-Studenten (Stand: 2017).